# Nivell làser

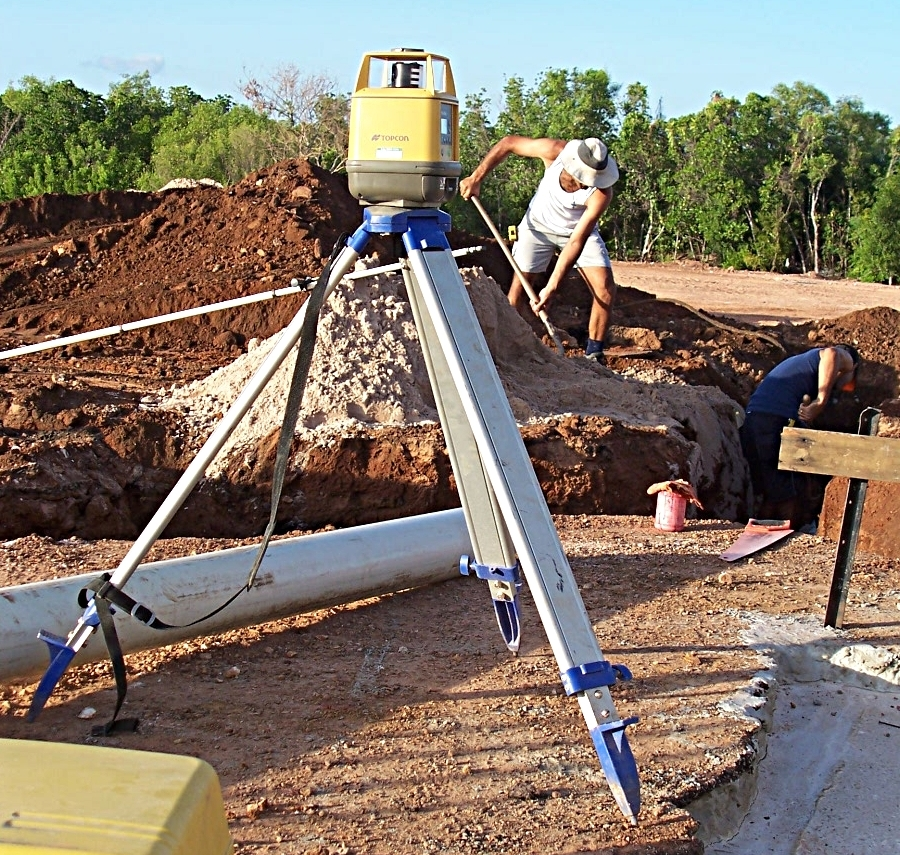
Un nivell làser rotatiu instal·lat i utilitzat per anivellar el farciment de sorra a les rases. El personal graduat està recolzat a la pila de sorra.

En topografia i construcció, el nivell làser és una eina de control que consisteix en un projector de raig làser giratori que es pot col·locar a un trípode . L'eina s'anivella segons la precisió del dispositiu i projecta un feix vermell o verd fix en un pla al voltant de l'eix horitzontal i/o vertical.

## Desenvolupament
El disseny d'un nivell làser ha existit almenys des de principis dels anys setanta, el pla làser de disseny de mirall giratori original i el nivell de línia es van patentar a finals de la dècada de 1980, i el nivell de línia làser basat en lents compactes ( produït per molts fabricants d'eines avui en dia) es va patentar a finals dels anys noranta. Va ser inventat per Oscar Soliz a finals de la dècada de 1960, qui més tard en va vendre els drets.

## Nivell làser rotatiu
Un nivell làser rotatiu és un nivell làser més avançat, ja que fa girar el feix de llum prou ràpid per donar l'efecte d'un pla horitzontal o vertical complet de 360 graus, il·luminant així no només una línia fixa, sinó un pla horitzontal. El projector de raig làser utilitza un capçal giratori amb un mirall per escombrar el raig làser al voltant d'un eix vertical. Si el mirall no és autonivellant, es proveeix de vials de nivell llegibles visualment i cargols ajustables manualment per orientar el projector. Un personal portat per l'operador està equipat amb un sensor mòbil, que pot detectar el raig làser i donar un senyal quan el sensor està en línia amb el raig (normalment un bip audible). La posició del sensor al basculant graduat, també coneguda com a vareta de grau, o pal d'història, permet comparar les elevacions entre diferents punts del terreny. La majoria de nivells làser s'utilitzen a la indústria de la construcció.

## Nivell làser muntat en torreta
Un nivell làser muntat en torreta s'utilitza en combinació amb un sensor muntat en un tractor-tragella en el procés d'anivellament de terra amb làser per anivellar un camp (per exemple, un camp agrícola ) perqué quedi gairebé pla amb una lleugera inclinació pel drenatge.